# Njegoš Blagojević
Njegoš Blagojević (serbisch-kyrillisch Његош Благојевић; * 28. Juni 1986) ist ein ehemaliger serbischer Radrennfahrer.
Njegoš Blagojević fuhr 2005 für das serbisch-montenegrinische Continental Team Aerospace Engineering Pro Equipe. Ein Jahr später, als er für das serbische Continental Team Endeka unterwegs war, konnte er serbischer Meister im Einzelzeitfahren der Altersklasse U23 werden.

## Erfolge
2006
- Serbischer Meister im Einzelzeitfahren (U23)

## Teams
- 2005 Aerospace Engineering Pro Equipe
- 2006 Team Endeka